# Opere di Giovanni Lanfranco
Segue un elenco esaustivo ma comunque incompleto delle opere del pittore Giovanni Lanfranco (1582-1647).

## Dipinti
| Immagine | Titolo | Tecnica                              | Dimensioni     | Anno                  | Collocazione | Città e nazione               | Note |
| -------- | --- | ------------------------------------ | -------------- | --------------------- | --- | ----------------------------- | --- |
|          | Paesaggio con l'Adorazione dei Magi                                                                                      | olio su tela                         | 120×225 cm     | 1604-1610             | Galleria Doria Pamphilj | Roma                          | Fu realizzato assieme a Sisto Badalocchio in veste di assistenti di Francesco Albani                                                         |
|          | Adorazione dei pastori                                                                                                   | olio su tela                         | 124,6×179,2 cm | 1606-1607 o 1615-1616 | Castello di Alnwick | Alnwick                       | |
|          | Madonna col Bambino sant'Agostino e san Domenico                                                                         | olio su tela                         | 253×177 cm     | 1605-1610             | Palazzo Reale (in deposito dal Museo di Capodimonte)                                                                                    | Napoli                        | già in collezione Farnese |
|          | San Raffaele Arcangelo trionfa sul demonio                                                                               | olio su tela                         | 227×148 cm     | 1610                  | Museo nazionale di Capodimonte | Napoli                        | già in collezione Farnese |
|          | Crocifissione di Cristo con la Madonna, san Pietro, san Paolo e Maria Maddalena                                          | olio su tela                         | 256×180 cm     | 1610-1611             | Chiesa di san Pietro | Borgotaro                     | |
|          | Enea e Anchise in fuga da Troia in fiamme                                                                                | olio su tela                         | -              | 1610-1611             | Collezione privata | -                             | |
|          | Madonna col Bambino e i santi Francesco e Rustico                                                                        | olio su tela                         | 276×176 cm     | 1610-1611             | Museo nazionale di Capodimonte | Napoli                        | |
|          | San Luca e l'angelo | olio su tela                         | 250×162 cm     | 1611                  | Musei civici (in deposito dal Collegio dei Notai)                                                                                       | Piacenza                      | |
|          | San Carlo Borromeo in preghiera davanti al crocifisso                                                                    | olio su tela                         | 180,4×117,6 cm | 1611                  | Staatliche Museen | Berlino                       | già in collezione Giustiniani |
|          | Madonna con san Girolamo e sant'Apollonia (Salvazione di un'anima)                                                       | olio su tela                         | 279×186 cm     | 1612-1613             | Museo nazionale di Capodimonte | Napoli                        | |
|          | Sant'Agata in carcere | olio su tela                         | 100×132,6 cm   | 1613-14               | Galleria Nazionale | Parma                         | |
|          | Sant'Agata in carcere | olio su tela                         | 93×114 cm      | 1613-14               | Galleria nazionale d'arte antica di palazzo Corsini                                                                                     | Roma                          | già in collezione Corsini |
|          | Pietà | olio su tela                         | 198,5×147 cm   | 1614                  | Collezione Cassa di Risparmio di Cesena                                                                                                 | Cesena                        | |
|          | Addio di Rinaldo e Armida                                                                                                | olio su tela                         | 109,2×178,5 cm | 1614                  | Collezione privata | Parigi                        | |
|          | Miracolo di San Verano                                                                                                   | olio su tela                         | 264,5×186 cm   | 1614-1616             | Cattedrale di San Michele Arcangelo | Albenga                       | |
|          | Incoronazione della Vergine con angeli musicanti                                                                         | olio su tela                         | 244×114 cm     | 1615                  | Museo dell'Opera | Orvieto                       | |
|          | Incoronazione della Vergine                                                                                              | olio su tela                         | 222×144 cm     | 1615 ca.              | Chiesa di Sant'Agostino, cappella Bongiovanni                                                                                           | Roma                          | |
|          | Sant'Agostino medita sul mistero della Trinità                                                                           | olio su tela                         | 255×300 cm     | 1615 ca.              | Chiesa di Sant'Agostino, cappella Bongiovanni                                                                                           | Roma                          | |
|          | San Guglielmo soccorso dalla Vergine                                                                                     | olio su tela                         | 255×300 cm     | 1615 ca.              | Chiesa di Sant'Agostino, cappella Bongiovanni                                                                                           | Roma                          | |
|          | Alessandro Magno malato beve la medicina datagli dal suo medico Filippo mentre gli mostra la lettera di Parmenione       | olio su tavola ovale                 | 115×150 cm     | 1615-1616             | Collezione Cassa di Risparmio di Reggio Emilia                                                                                          | Reggio Emilia                 | già in collezione Montalto |
|          | Alessandro Magno rifiuta l'acqua da bere offertagli da un soldato                                                        | olio su tavola ovale                 | 115×150 cm     | 1615-1616             | Collezione Cassa di Risparmio di Reggio Emilia                                                                                          | Reggio Emilia                 | già in collezione Montalto |
|          | Incoronazione della Vergine con san Carlo Borromeo e un santo vescovo                                                    | olio su tela                         | 197×129 cm     | 1615-1616 ca.         | Collezione privata | Perugia                       | |
|          | Madonna del Passeggio | olio su rame                         | 42×31,5 cm     | 1615-1616 ca.         | Collezione Nelson Shanks | Andalusia (Pennsylvania)      | |
|          | Madonna del Passeggio | olio su rame                         | 34,3×23,5 cm   | 1615-1616 ca.         | Collezione privata | Francoforte                   | |
|          | Madonna del Passeggio | olio su rame                         | 42,5×33 cm     | 1615-1616 ca.         | Collezione privata | Reggio Emilia                 | |
|          | Giuseppe e la moglie di Putifarre                                                                                        | olio su tela                         | 101×157 cm     | 1615-1617 ca.         | Galleria Borghese | Roma                          | già in collezione Borghese |
|          | Annunciazione | olio su tela                         | 77×60 cm       | 1616                  | Musée des Beaux-Arts | Nimes                         | |
|          | Sant'Agnese in gloria | olio su tela                         | 155×119 cm     | 1616-1617             | Collezione privata | New York                      | |
|          | Maddalena sorretta dagli angeli                                                                                          | olio su tela                         | 160×124 cm     | 1616-1617 ca.         | Collezione privata | Genova                        | |
|          | Maddalena in gloria | olio su tela                         | 149×120 cm     | 1616-1617 ca.         | Galleria Colonna | Roma                          | versione identica e autografa di quella in collezione privata genovese                                                                       |
|          | Assunzione della Maddalena                                                                                               | olio su tela                         | 68,7×53 cm     | 1616-1617 ca.         | Museo Puskin | Mosca                         | già in collezione Montalto |
|          | Incoronazione della Vergine coi santi Agostino e Giuliano d'Aquitania                                                    | olio su tela                         | 220×144 cm     | 1616                  | Museo del Louvre | Parigi                        | |
|          | Vergine col Bambino in gloria tra i Santi Agostino, Borromeo e Caterina d'Alessandria                                    | olio su tela                         | 275×190 cm     | 1616 ca.              | Chiesa di San Pietro | Leonessa                      | |
|          | San Carlo Borromeo | olio su tela                         | 126,5×96 cm    | 1616 ca.              | Galleria Colonna | Roma                          | |
|          | Ruggero libera Angelica                                                                                                  | olio su tela                         | 92×130 cm      | 1616 ca.              | Galleria nazionale delle Marche | Urbino                        | |
|          | David con la testa di Golia                                                                                              | olio su tela                         | 127,5×152,5 cm | 1616-1617             | Fondazione Longhi | Firenze                       | |
|          | Pentecoste | olio su tela                         | 373×241 cm     | 1616-1617             | Pinacoteca civica | Fermo                         | |
|          | Dio Padre | olio su tela                         | 133×126 cm     | 1616-1617             | Pinacoteca civica | Fermo                         | cimasa della Pentecoste di Fermo |
|          | Assunzione della Maddalena                                                                                               | olio su tela                         | 110×78 cm      | 1616-1617             | Museo nazionale di Capodimonte | Napoli                        | già in collezione Farnese |
|          | Gesù servito dagli angeli                                                                                                | olio su tela                         | 101×126 cm     | 1616-1617             | Museo nazionale di Capodimonte | Napoli                        | già in collezione Farnese |
|          | Madonna con san Carlo e san Bartolomeo                                                                                   | olio su tela                         | 271×195 cm     | 1616-1617             | Museo nazionale di Capodimonte | Napoli                        | già in collezione Farnese |
|          | Apparizione della Vergine col Bambino a san Lorenzo                                                                      | olio su tela                         | 228×148 cm     | 1616-1617             | Palazzo del Quirinale | Roma                          | |
|          | Assunzione della Vergine con i santi Giovanni Evangelista e Barbara                                                      | olio su tela                         | 220×160 cm     | 1616-1617 o 1629      | Chiesa di Santa Maria del Ruscello | Vallerano                     | |
|          | Visione di santa Teresa d'Avila                                                                                          | olio su tela                         | 313×195 cm     | 1617 ca.              | Monastero delle carmelitane scalze della Nocetta                                                                                        | Roma                          | |
|          | Apparizione della Vergine e San Giuseppe a San Carlo Borromeo                                                            | olio su tela                         | 270×180 cm     | 1620                  | Chiesa di Sant'Antonio alla Motta | Varese                        | |
|          | Tamar e Giuda | olio su rame ovale                   | 32×42,5 cm     | 1616-1618 ca.         | Galleria nazionale d'arte antica di palazzo Corsini                                                                                     | Roma                          | già in collezione Corsini |
|          | San Corrado Confalonieri                                                                                                 | olio su tela                         | 238×146 cm     | 1616-1618 ca.         | Musée des Beaux-Arts | Lione                         | |
|          | Annunciazione | olio su tela                         | 242×169 cm     | 1617-1619             | Chiesa di Notre-Dame-de-Bonne-Nouvelle                                                                                                  | Parigi                        | |
|          | Madonna col Bambino e i santi Giovanni Battista e Francesco                                                              | olio su tela                         | 265×180 cm     | 1618-1622 ca.         | Chiesa concattedrale | Ripatransone                  | |
|          | Riposo durante la fuga in Egitto                                                                                         | olio su tela                         | 112×94 cm      | 1619-1621 ca.         | Collezione privata | -                             | |
|          | Orco, Norandino e Lucina                                                                                                 | olio su tela                         | 260×338 cm     | 1619- ca.1621         | Galleria Borghese | Roma                          | già in collezione Borghese |
|          | Martirio di san Bartolomeo                                                                                               | olio su tela                         | 82×111 cm      | 1619-1621             | Galleria nazionale d'arte antica di palazzo Corsini                                                                                     | Roma                          | già in collezione Corsini |
|          | Ritorno del figliol prodigo                                                                                              | olio su tela                         | 112×147 cm     | 1620                  | Museo del Prado | Madrid                        | già in collezione Giustiniani |
|          | Rebecca ed Eliezer al pozzo                                                                                              | olio su tela                         | 120,5×144,5 cm | 1620 ca.              | Galleria Sabauda | Torino                        | |
|          | Commiato di Cristo dalla Madre                                                                                           | olio su tela                         | 130×195 cm     | 1620 ca.              | Galleria Nazionale della Puglia | Bitonto                       | |
|          | Abramo visitato da tre angeli                                                                                            | olio su tela                         | 210×132 cm     | 1620-1621             | Chiesa di Nostra Signora Assunta | Savona                        | |
|          | Maddalena penitente | olio su tela                         | 87,7×140 cm    | 1620-1621 ca.         | Alte Pinakothek | Monaco di Baviera             | |
|          | Santa Cecilia | olio su tela                         | 73,6×102,8 cm  | 1620-1621             | Bob Jones University | Greenville (Carolina del Sud) | |
|          | Vergine col Bambino e le sante Maria Egiziaca e Margherita                                                               | olio su tela                         | 180×120 cm     | 1620-1621 ca.         | Museo nazionale di Capodimonte | Napoli                        | già in collezione Farnese |
|          | Madonna col Bambino e martirio di Sant'Ottavio                                                                           | olio su tela                         |                | 1620-1622             | Galleria Nazionale | Parma                         | |
|          | Giovane col gatto | olio su tela                         | 113×160 cm     | 1621                  | Collezione privata | Londra                        | |
|          | Cristo appare a santa Margherita da Cortona                                                                              | olio su tela                         | 236×189 cm     | 1622                  | Galleria Palatina | Firenze                       | |
|          | Madonna col Bambino fra san Giacomo e sant'Antonio Abate                                                                 | olio su tela                         | 220×127,5 cm   | 1622-1623             | Kunsthistorisches Museum | Vienna                        | |
|          | Sant'Orsola | olio su tela                         | 209×138 cm     | 1622-1623 ca.         | Gallerie nazionali d'arte antica di palazzo Barberini                                                                                   | Roma                          | |
|          | Cristo benedicente con la Vergine e i santi Giovanni Battista, Michele, Giovanni Evangelista, Stefano, Monica e Agostino | olio su tela                         | 200×132 cm     | 1622-1623 ca.         | Galleria Nazionale | Parma                         | |
|          | Salita al Calvario |                                      |                | 1622-1624             | Basilica di San Giovanni Battista dei Fiorentini, cappella Sacchetti                                                                    | Roma                          | |
|          | Orazione nell'orto |                                      |                | 1622-1624             | Basilica di San Giovanni Battista dei Fiorentini, cappella Sacchetti                                                                    | Roma                          | |
|          | Annunciazione | olio su tela                         | 296×183 cm     | 1624                  | Chiesa di San Carlo ai Catinari, cappella Costaguti                                                                                     | Roma                          | |
|          | Morte di sant'Andrea Avellino                                                                                            | olio su tela                         | 420×320 cm     | 1624                  | Basilica di Sant'Andrea della Valle | Roma                          | |
|          | Annunciazione | olio su rame                         | 74×54 cm       | 1624 ca.              | Ermitage | San Pietroburgo               | già in collezione Montalto |
|          | Elia nutrito dal corvo                                                                                                   | olio su tela                         | 235×217 cm     | 1624-1625             | Musée des Beaux-Arts (già nella cappella del Santissimo Sacramento della basilica di San Paolo fuori le mura a Roma)                    | Marsiglia                     | |
|          | Mosè e i messaggeri di ritorno da Canaan                                                                                 | olio su tela                         | 217,8×246,3 cm | 1624-1625             | Paul Getty Museum (già nella cappella del Santissimo Sacramento della basilica di San Paolo fuori le mura a Roma)                       | Los Angeles                   | |
|          | Elia riceve il pane dalla vedova di Zarepta                                                                              | olio su tela                         | 225×245 cm     | 1624-1625             | Paul Getty Museum (già nella cappella del Santissimo Sacramento della basilica di San Paolo fuori le mura a Roma)                       | Los Angeles                   | |
|          | Elia chiede pane alla vedova di Zarepta                                                                                  | olio su tela                         | 235×213 cm     | 1624-1625             | Museo Rupert de Chièvres (già nella cappella del Santissimo Sacramento della basilica di San Paolo fuori le mura a Roma)                | Poitiers                      | |
|          | Pioggia delle coturnici                                                                                                  | olio su tela                         | 219×235 cm     | 1624-1625             | Collezione Cassa di Risparmio di Cesena (già nella cappella del Santissimo Sacramento della basilica di San Paolo fuori le mura a Roma) | Cesena                        | |
|          | Moltiplicazione dei pani e dei pesci                                                                                     | olio su tela                         | 229×426 cm     | 1624-1625             | National Gallery of Ireland (già nella cappella del Santissimo Sacramento della basilica di San Paolo fuori le mura a Roma)             | Dublino                       | |
|          | Elia e l'angelo | olio su tela                         | 212×230 cm     | 1624-1625             | Rijksmuseum (già nella cappella del Santissimo Sacramento della basilica di San Paolo fuori le mura a Roma)                             | Amsterdam                     | |
|          | Galatea e Polifemo | olio su tela                         | 146×195 cm     | 1625-1628             | Galleria Doria Pamphilj | Roma                          | |
|          | Samaritana al pozzo | olio su rame                         | 35,7×48,5 cm   | 1625-1628             | Collezione privata | -                             | |
|          | Samaritana al pozzo | olio su tela                         | 75×86 cm       | 1625-1628             | Ashmolean Museum | Oxford                        | copia della versione in collezione privata                                                                                                   |
|          | Samaritana al pozzo | olio su tela                         | 44,5×57 cm     | 1625-1628             | Museo nazionale di Capodimonte | Napoli                        | copia della versione in collezione privata                                                                                                   |
|          | Conversione di san Matteo                                                                                                | olio su tela                         | 171×219 cm     | 1626                  | Museo Fondazione Cariparma | Parma                         | |
|          | Ritratto della famiglia                                                                                                  | olio su tela                         | 142×165 cm     | 1626                  | Collezione Banca Popolare di Novara | Novara                        | |
|          | Cleopatra morente | olio su tela                         | 100×143 cm     | 1626-1634             | Gallerie nazionali d'arte antica di palazzo Barberini                                                                                   | Roma                          | |
|          | Trasfigurazione | olio su tela                         | 117×88 cm      | 1627                  | Gallerie nazionali d'arte antica di palazzo Barberini                                                                                   | Roma                          | già in collezione Barberini |
|          | Morte della Vergine | olio su tela                         | 252×158 cm     | 1627                  | Chiesa dei Santi Giovanni Evangelista e Battista                                                                                        | Macerata                      | |
|          | San Silvestro e il drago                                                                                                 | olio su tela                         | 260×197 cm     | 1628                  | Chiesa di Santa Teresa | Caprarola                     | |
|          | Angeli musicanti | olio su tela                         | -              | 1628-1630             | Chiesa di Santa Maria della Concezione                                                                                                  | Roma                          | due frammenti della pala dell'Immacolata Concezione, sita sull'altare maggiore della chiesa, la quale fu danneggiata da un incendio nel 1813 |
|          | Crocifissione | olio su tela                         | 96,5×73,5 cm   | 1628-1630             | Gallerie nazionali d'arte antica di palazzo Barberini                                                                                   | Roma                          | |
|          | Venere che suona l'arpa (La Musica)                                                                                      | olio su tela                         | 214×150 cm     | 1629 ca.              | Gallerie nazionali d'arte antica di palazzo Barberini                                                                                   | Roma                          | già in collezione Barberini |
|          | Autoritratto come Cavaliere dell'Ordine di Cristo                                                                        | olio su tela                         | 62,2×48,3 cm   | 1629-1630             | Columbus Museum of Art | Columbus (Ohio)               | |
|          | Madonna col Bambino e Giovanni Battista                                                                                  | olio su tela                         | 96,7×75,6 cm   | 1630-1632             | Paul Getty Museum | Los Angeles                   | |
|          | Assunzione della Vergine                                                                                                 | olio su tela                         | 710×354 cm     | 1631                  | Alte Pinakothek | Monaco di Baviera             | |
|          | Natività | olio su tela                         | -              | 1632                  | Chiesa di Santa Maria della Concezione                                                                                                  | Roma                          | |
|          | Martirio di santa Lucia                                                                                                  | olio su tela                         | 415×295 cm     | 1632?                 | Chiesa di Santa Lucia in Selci | Roma                          | |
|          | Madonna del Rosario tra i Santi Domenico e Caterina da Siena                                                             | olio su tela                         | 300×203 cm     | 1632-1635             | Chiesa di San Domenico | Perugia                       | |
|          | Venere dormiente con due puttini                                                                                         | olio su tela                         | 66,7×102,3 cm  | 1632-1634             | Blanton Museum of Art | Austin                        | |
|          | Madonna col Bambino e Sant'Anna con Santa Caterina da Siena, Santa Caterina d'Alessandria e Sant'Elena                   | olio su tela                         | 295×198 cm     | 1633-1634             | Chiesa di San Domenico | Spoleto                       | |
|          | San Sebastiano in gloria                                                                                                 | olio su tela                         | 192,5×236 cm   | 1633-1634             | Collezione Matthiesen | Londra                        | già in collezione Barberini |
|          | Angelica trova Medoro ferito                                                                                             | olio su tela                         | 182×199 cm     | 1633-1634             | Museu Nacional de Belas Artes | Rio de Janeiro                | |
|          | Erminia fra i pastori | olio su tela                         | 146×197 cm     | 1633-1637 ca.         | Pinacoteca capitolina | Roma                          | già in collezione Barberini |
|          | Sant'Antonio da Padova in adorazione del Bambino                                                                         | olio su tela                         | 260×160 cm     | 1633-1638 ca.         | Chiesa di San Rocco | Farnese                       | |
|          | Madonna col Bambino | olio su rame                         | 45,5×34,6 cm   | 1634-1636             | Walpole Gallery | Londra                        | |
|          | Martirio di san Lorenzo                                                                                                  | olio su tela                         | 258×173 cm     | 1635                  | Museo nazionale di villa Guingi | Lucca                         | |
|          | Battesimo di Cristo | olio su tela                         | 280×195 cm     | 1635 ca.              | Pinacoteca di Brera | Milano                        | |
|          | Resurrezione di Cristo                                                                                                   | olio su tela                         | 50×39 cm       | 1635 ca.              | Musei di Strada Nuova, Palazzo Rosso | Genova                        | probabilmente una prima idea della tela di maggiori dimensioni a Pistoia                                                                     |
|          | Resurrezione di Cristo                                                                                                   | olio su tela                         | 317×204 cm     | 1635 ca.              | Cattedrale di San Zeno | Pistoia                       | |
|          | Flagellazione di Cristo                                                                                                  | olio su tela                         | 270×177 cm     | 1635 ca.              | Chiesa dei Santi Prospero e Filippo | Pistoia                       | |
|          | Sansone sbrana il leone                                                                                                  | olio su tela                         | 142×110,5 cm   | 1635-1636 ca.         | Pinacoteca nazionale | Bologna                       | |
|          | Trionfo di un imperatore romano con due re prigionieri                                                                   | olio su tela                         | 152×363 cm     | 1635-1638             | Museo de los Trajes de Corte | Aranjuez                      | |
|          | Esequie di un imperatore romano                                                                                          | olio su tela                         | 335×488 cm     | 1635-1638             | Museo del Prado | Madrid                        | |
|          | Naumachia | olio su tela                         | 181×362 cm     | 1635-1638             | Museo del Prado | Madrid                        | |
|          | Auspici per un imperatore romano                                                                                         | olio su tela                         | 181×362 cm     | 1635-1638             | Museo del Prado | Madrid                        | |
|          | Lotta tra gladiatori | olio su tela                         | 182×235 cm     | 1635-1638             | Museo del Prado | Madrid                        | |
|          | Allocuzione di un imperatore romano                                                                                      | olio su tela                         | 230×332 cm     | 1635-1638             | Museo del Prado | Madrid                        | |
|          | Annunciazione | olio su tela                         | 74×54 cm       | 1636                  | Convento di Las Agustinas | Salamanca                     | |
|          | Sant'Agostino lava i piedi di Cristo                                                                                     | olio su tela                         | 144×187 cm     | 1636                  | Convento di Las Agustinas | Salamanca                     | |
|          | Ritrovamento di Mosè | olio su tela                         | 165×203 cm     | 1637-1638 ca.         | Herzog Anton Ulrich Museum | Braunschweig                  | |
|          | Gladiatori in un banchetto                                                                                               | olio su tela                         | 232×355 cm     | 1638 ca.              | Museo del Prado | Madrid                        | |
|          | Sant'Andrea | olio su tela                         | 193,6×141 cm   | 1638 ca.              | Staatliche Museen | Berlino                       | già in collezione Giustiniani |
|          | Cristo portacroce | olio su tela                         | 133×94 cm      | 1638 ca.              | Collezione privata | Roma                          | |
|          | Martirio di Sant'Artema                                                                                                  | olio su tela                         |                | 1638 ca.              | Cattedrale di Pozzuoli | Pozzuoli                      | |
|          | Arrivo di San Paolo a Pozzuoli                                                                                           | olio su tela                         |                | 1638 ca.              | Cattedrale di Pozzuoli | Pozzuoli                      | |
|          | Martirio dei Santi Onesimo, Alfio e Flaidelfo                                                                            | olio su tela                         | 306×203 cm     | 1638 ca.              | Cattedrale di Pozzuoli | Pozzuoli                      | |
|          | Madonna del Rosario con i santi Domenico e Gennaro (già Anselmo e Ugo o Bruno)                                           | olio su tela                         | 300×250 cm     | 1638-1639             | Museo nazionale di San Martino (in deposito dalla chiesa del Rosario di Afragola)                                                       | Napoli                        | con ridipinture e aggiunte postume eseguite da Luca Giordano                                                                                 |
|          | San Pietro e san Gennaro che presentano il cardinale Ascanio Filomarino alla Vergine                                     | olio su tavola                       | 300×210 cm     | 1645                  | Palazzo arcivescovile, cappella privata                                                                                                 | Napoli                        | già in collezione Filomarino |
|          | Apparizione della Vergine col Bambino a san Gennaro e ad un vescovo teatino                                              | olio su tela                         | 403×208 cm     | 1638-1646             | Chiesa dei Santi Apostoli, abside | Napoli                        | |
|          | Sant'Andrea di Avellino contempla il Cristo risorto                                                                      | olio su tela                         | 403×208 cm     | 1638-1646             | Chiesa dei Santi Apostoli, abside | Napoli                        | |
|          | Gesù mostra ai teatini, tra cui papa Paolo IV e san Gaetano, la croce per norma di vita                                  | olio su tela                         | 404×207 cm     | 1638-1646             | Chiesa dei Santi Apostoli, abside | Napoli                        | |
|          | Contemplazione di un vescovo teatino del Cristo nell'orto del Getzemani                                                  | olio su tela                         | 403×210 cm     | 1638-1646             | Chiesa dei Santi Apostoli, abside | Napoli                        | |
|          | Contemplazione di un vescovo teatino dell'Immacolata                                                                     | olio su tela                         | 404×208 cm     | 1638-1646             | Chiesa dei Santi Apostoli, abside | Napoli                        | |
|          | Crocifissione | olio su tela a forma di croce latina | 313×115 cm     | 1646                  | Pontificia università di San Tommaso | Roma                          | |
|          | Nozze mistiche di santa Caterina                                                                                         | olio su rame                         | 23×19,5 cm     | 1646                  | Speed Art Museum | Louisville                    | già in collezione Farnese |
|          | Noli me tangere | olio su rame                         | 23×19,5 cm     | 1646                  | Collezione Richard L-. Feigen | New York                      | già in collezione Farnese |

## Affreschi
| Ciclo | Immagine                                                             | Scena                                                        | Collocazione                                                                                 | Anno      | Luogo                                                                | Città e nazione |
| --- | -------------------------------------------------------------------- | ------------------------------------------------------------ | -------------------------------------------------------------------------------------------- | --------- | -------------------------------------------------------------------- | --------------- |
| Sant'Antonio Abate e San Paolo di Tebe                                                                                |                                                                      | -                                                            |                                                                                              | 1605      | Chiesa di Santa Maria dell'Orazione e Morte                          | Roma            |
| San Silvia e San Gregorio                                                                                             |                                                                      | -                                                            | Controfacciata                                                                               |           | Oratorio di Sant'Andrea al Celio                                     | Roma            |
| Amori degli dèi |                                                                      | Arione con la lira sul delfino                               | Pareti lunghe della Galleria                                                                 | 1604-1605 | Palazzo Farnese                                                      | Roma            |
| Amori degli dèi | Dedalo e Icaro                                                       |                                                              | Pareti lunghe della Galleria                                                                 | 1604-1605 | Palazzo Farnese                                                      | Roma            |
| Amori degli dèi | Ercole libera Prometeo                                               |                                                              | Pareti lunghe della Galleria                                                                 | 1604-1605 | Palazzo Farnese                                                      | Roma            |
| Scene dei santi Agostino e Guglielmo                                                                                  |                                                                      | Sant'Agostino in meditazione sul mistero della Trinità       | Parete destra                                                                                | 1613-1616 | Chiesa di Sant'Agostino, cappella Bongiovanni                        | Roma            |
| Scene dei santi Agostino e Guglielmo                                                                                  |                                                                      | Incoronazione della Vergine tra i santi Agostino e Guglielmo | Parete frontale                                                                              | 1613-1616 | Chiesa di Sant'Agostino, cappella Bongiovanni                        | Roma            |
| Scene dei santi Agostino e Guglielmo                                                                                  |                                                                      | San Guglielmo curato dalla Vergine                           | Parete sinistra                                                                              | 1613-1616 | Chiesa di Sant'Agostino, cappella Bongiovanni                        | Roma            |
| Storie di Giuseppe |                                                                      | Giuseppe e la moglie di Putifarre                            | Volta di una sala                                                                            | 1615      | Palazzo Mattei di Giove                                              | Roma            |
| Storie di Giuseppe | Giuseppe in carcere interpreta i sogni del coppiere e del panettiere |                                                              | Volta di una sala                                                                            | 1615      | Palazzo Mattei di Giove                                              | Roma            |
| Fregi |                                                                      |                                                              | Sala Regia                                                                                   |           | Palazzo del Quirinale                                                | Roma            |
| Storie della Passione di Cristo                                                                                       |                                                                      | Incoronazione di spine                                       | Catino della cappella Paganino                                                               | 1621      | Chiesa di Santa Maria in Vallicella                                  | Roma            |
| Storie della Passione di Cristo                                                                                       | Flagellazione                                                        |                                                              | Catino della cappella Paganino                                                               | 1621      | Chiesa di Santa Maria in Vallicella                                  | Roma            |
| Storie della Passione di Cristo                                                                                       | Orazione nell'orto                                                   |                                                              | Catino della cappella Paganino                                                               | 1621      | Chiesa di Santa Maria in Vallicella                                  | Roma            |
| Resurrezione ed evangelisti                                                                                           |                                                                      | -                                                            | Volta della cappella Sacchetti                                                               | 1621-1624 | Basilica di San Giovanni Battista dei Fiorentini, cappella Sacchetti | Roma            |
| Gloria del Paradiso                                                                                                   |                                                                      | -                                                            | Cupola                                                                                       | 1621-1627 | Chiesa di Sant'Andrea della Valle                                    | Roma            |
| Allegoria della Giustizia e della Pace con putti recanti lo stemma Costaguti                                          |                                                                      |                                                              | Volta di una sala                                                                            | 1622-1625 | Palazzo Patrizi Costaguti                                            | Roma            |
| Concilio degli dei |                                                                      | -                                                            | Volta della loggia                                                                           | 1624-1625 | Villa Borghese                                                       | Roma            |
| Storie di Mosé |                                                                      | Mosè e il serpente di bronzo                                 | Convento benedettino (già in una delle due lunette della cappella del Santissimo Sacramento) | 1625      | Basilica di San Paolo fuori le mura                                  | Roma            |
| Storie di Mosé | Raccolta della manna                                                 |                                                              | Convento benedettino (già in una delle due lunette della cappella del Santissimo Sacramento) | 1625      | Basilica di San Paolo fuori le mura                                  | Roma            |
| San Pietro che cammina sulle acque (frammento)                                                                        |                                                                      | -                                                            | Loggia delle Benedizioni                                                                     | 1627-1628 | Basilica di San Pietro                                               | Roma            |
| Adorazione della Croce e Storie della Passione di Cristo                                                              |                                                                      |                                                              | Calotta, lunette e pareti laterali della cappella del Crocifisso                             | 1629-1631 | Basilica di San Pietro                                               | Roma            |
| Quattro Profeti |                                                                      |                                                              | Pennacchi                                                                                    | 1634-1636 | Chiesa del Gesù Nuovo                                                | Napoli          |
| Storie di Cristo con angeli e beati, apostoli                                                                         |                                                                      | Ascensione di Cristo con angeli, beati e apostoli            | Volta della navata e spicchi laterali dei finestroni, lunetta dell'abside                    | 1636-1639 | Certosa di San Martino                                               | Napoli          |
| Storie di Cristo con angeli e beati, apostoli                                                                         | Crocifissione                                                        |                                                              | Volta della navata e spicchi laterali dei finestroni, lunetta dell'abside                    | 1636-1639 | Certosa di San Martino                                               | Napoli          |
| Storie dei martìri dei santi apostoli con profeti, patriarchi, evangelisti e virtù e Piscina probatica                |                                                                      | Martiri degli apostoli con profeti e virtù                   | Volta della crociera                                                                         | 1638      | Chiesa dei Santi Apostoli                                            | Napoli          |
| Storie dei martìri dei santi apostoli con profeti, patriarchi, evangelisti e virtù e Piscina probatica                |                                                                      | Quattro evangelisti                                          | Pennacchi della cupola                                                                       | 1639      | Chiesa dei Santi Apostoli                                            | Napoli          |
| Storie dei martìri dei santi apostoli con profeti, patriarchi, evangelisti e virtù e Piscina probatica                |                                                                      | Martiri degli apostoli con profeti e virtù                   | Volta della navata                                                                           | 1640-1644 | Chiesa dei Santi Apostoli                                            | Napoli          |
| Storie dei martìri dei santi apostoli con profeti, patriarchi, evangelisti e virtù e Piscina probatica                |                                                                      | Piscina probatica                                            | Controfacciata                                                                               | 1646      | Chiesa dei Santi Apostoli                                            | Napoli          |
| Gloria del Paradiso                                                                                                   |                                                                      |                                                              | Cupola                                                                                       | 1641-1646 | Cappella di San Gennaro                                              | Napoli          |
| Annunciazione, San Pietro, San Paolo, San Gennaro, San Nicola, Santa Maria Maddalena, Santa Maria Egiziaca e le virtù |                                                                      |                                                              | Volta di una sala (attuale aula Magna del Liceo Genovesi)                                    | 1646      | Palazzo delle Congregazioni (ex Oratorio dei Nobili)                 | Napoli          |
| Gloria di san Carlo                                                                                                   |                                                                      |                                                              | Catino absidale                                                                              | 1646      | Chiesa di San Carlo ai Catinari                                      | Roma            |